# 克達
41°34′00″N 41°58′00″E / 41.56667°N 41.96667°E

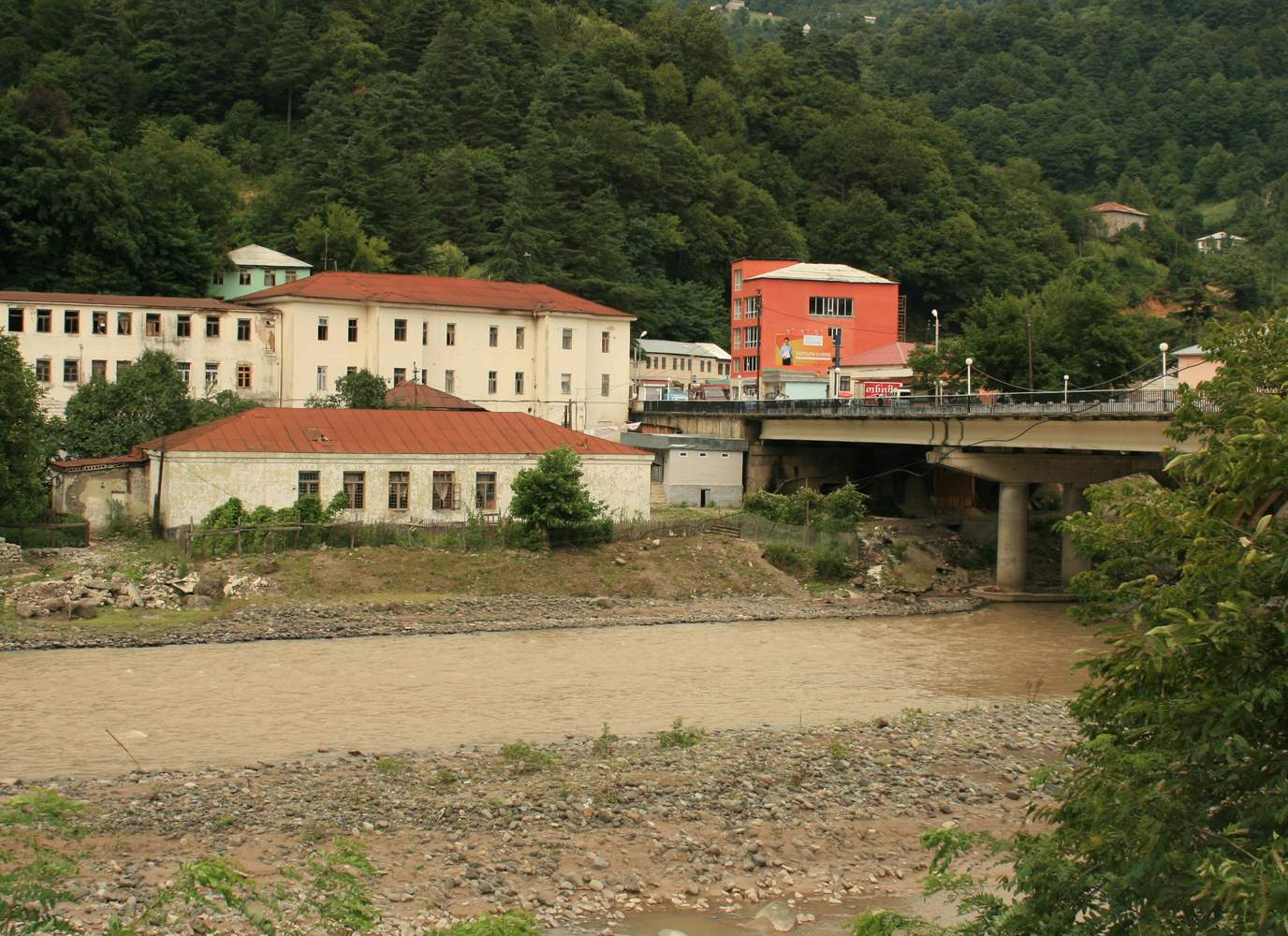
克達

克达，是格魯吉亞西南部阿扎尔自治共和国克達市鎮内的城鎮及其行政中心。處於巴統東南面42公里，海拔高度256米，2014年該鎮人口1,510。